# Strategy

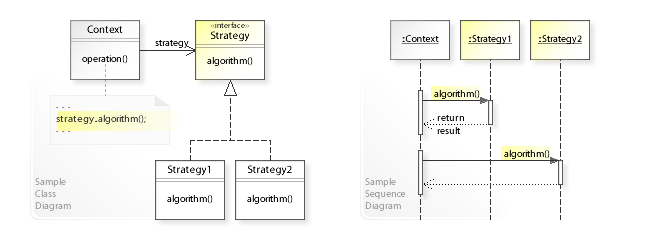
UML diagram návrhového vzoru Strategy

Návrhový vzor Strategy zapouzdřuje nějaký druh algoritmů nebo objektů, které se mají měnit, tak, aby byly pro klienta zaměnitelné.

## Implementace strategy v jazyceJAVA
V ukázce je bytost která má možnost promluvit, bude mluvit rozdílně podle toho jestli je Člověk nebo Pes.
```
public
 
class
 
Main
 
{

    
public
 
static
 
void
 
main
(
String
[]
 
args
)
 
{

        
Bytost
 
b
 
=
 
new
 
Bytost
(
new
 
Clovek
());

        
b
.
promluv
();

        
Bytost
 
p
 
=
 
new
 
Bytost
(
new
 
Pes
());

        
p
.
promluv
();

    
}

}

interface
 
Strategy
{

    
void
 
promluv
();

}

class
 
Clovek
 
implements
 
Strategy
{

    
public
 
void
 
promluv
()
 
{

        
System
.
out
.
println
(
"člověk promluvil"
);

    
}

}

class
 
Pes
 
implements
 
Strategy
{

    

    
public
 
void
 
promluv
(){

        
System
.
out
.
println
(
"pes zaštěkal"
);

    
}

    

}

class
 
Bytost
{

    
private
 
Strategy
 
strategy
;

    
Bytost
(
Strategy
 
st
){

        
this
.
strategy
 
=
 
st
;

    
}

    
public
 
void
 
promluv
()
 
{

        
strategy
.
promluv
();

    
}

}

```